# Groensteelsatijnzwam
De groensteelsatijnzwam (Entoloma incanum) is een paddenstoel die tot de familie Entolomataceae gerekend wordt. Het is een kleine paddenstoel die met een geelachtige hoed en groene steel of bruine hoed en geelachtige steel. Staat op de rode lijst als bedreigd door verrijking en verruiging van de standplaatsen. 

## Habitat
De groensteelsatijnzwam is een saprofiet en komt voor in onbemeste, droge tot matig vochtige schrale graslanden en wegbermen. 